# Yakubu Issahaku
Yakubu Issahaku (17 juni 1994) is een Ghanees voetballer. Hij speelt als linksback bij Lierse SK. Hij maakte zijn debuut op 14 mei 2015 en startte direct in de basis, omdat zowel Karim Hafez (geschorst) als Joan Capdevilla (geblesseerd) niet beschikbaar waren. Op 7 augustus 2016 kwam hij weer aan de oppervlakte na een minder jaar met veel blessures.

## Statistieken
| Seizoen        | Club           | Land            | Competitie         | Competitie | Competitie | Beker | Beker | Internationaal | Internationaal | Totaal | Totaal |
| Seizoen        | Club           | Land            | Competitie         | Wed.       | Dlp.       | Wed.  | Dlp.  | Wed.           | Dlp.           | Wed.   | Dlp.   |
| -------------- | -------------- | --------------- | ------------------ | ---------- | ---------- | ----- | ----- | -------------- | -------------- | ------ | ------ |
| 2014/15        | K. Lierse SK   | Vlag van België | Jupiler Pro League | 2          | 0          | 0     | 0     | —              | —              | 2      | 0      |
| 2015/16        | K. Lierse SK   | Vlag van België | Tweede Klasse      | 3          | 0          | 2     | 0     | —              | —              | 5      | 0      |
| 2016/17        | K. Lierse SK   | Vlag van België | Eerste klasse B    | 33         | 0          | 1     | 0     | —              | —              | 34     | 0      |
| Carrièretotaal | Carrièretotaal | Carrièretotaal  | Carrièretotaal     | 38         | 0          | 3     | 0     | 0              | 0              | 41     | 0      |

Bijgewerkt t/m 11 augustus 2017.
2 Vinck ·
4 Frans ·
5 Boussaid ·
7 El-Gabas ·
8 Allach ·
11 Laurent ·
12 Kasmi ·
13 Buysens ·
14 Yakubu ·
15 Bourdin ·
16 Poelmans ·
17 Weuts ·
18 Wils ·
21 Sabir ·
22 Joachim ·
23 De Busser ·
24 Diarra ·
25 Binst ·
30 Goris ·
32 Andrei ·
34 Hall ·
39 Ntambwe ·
44 Janssens ·
44 Janssens ·
77 Yagan ·
Badibanga ·
Coach: Still